# قطب‌الدین حسن
قطب‌الدین حسن پادشاه سلسله غوریان بود. وی در سال ۱۰۸۰ جانشین پدرش محمد بن عباس شد. قطب‌الدین پادشاهی را به ارث برد که در درگیری‌های طایفه‌ای و قبیله‌ای فرورفته بود. وی در حالی که سرکوب شورشی در غرب غزنی بود، کشته شد. پسرش عزالدین حسین که جانشین او شد موفق شد صلح و آرامش را به پادشاهی بازگرداند.